# Pandanus recavilapideus
Pandanus recavilapideus är en enhjärtbladig växtart som beskrevs av Harold St.John. Pandanus recavilapideus ingår i släktet Pandanus och familjen Pandanaceae.
Artens utbredningsområde är Nya Kaledonien. Inga underarter finns listade.